# Stazione di Capranica-Sutri
Stazione di Capranica-Sutri vasútállomás Olaszországban, mely Capranica és Sutri településeket szolgálja ki.

## Vasútvonalak
Az állomást az alábbi vasútvonalak érintik:
- Viterbo–Róma-vasútvonal

## Kapcsolódó állomások
A vasútállomáshoz az alábbi állomások vannak a legközelebb:
- Stazione di Oriolo (Stazione di Roma Tiburtina, FL3)
- Stazione di Vetralla (Stazione di Viterbo Porta Fiorentina, FL3)
- Stazione di Bassano Romano
- Stazione di Vico Matrino